# مارک ولش
مارک ولش (انگلیسی: Mark Welsh؛ زادهٔ ۲۶ ژانویهٔ ۱۹۵۴) سیاست‌مدار و ژنرال بازنشسه نیروی هوایی ایالات متحده آمریکا است، که از ژوئیه ۲۰۲۳ به‌عنوان بیست و هفتمین رئیس دانشگاه تگزاس ای‌اندام فعالیت می‌کند و از اعضای هیئت مدیره شرکت نورثروپ گرامن است. وی در فاصله سال‌های ۲۰۱۲ تا ۲۰۱۶ رئیس ستاد نیروی هوایی (فرمانده نیروی هوایی آمریکا) بود.
ولش فعالیت نظامی را از سال ۱۹۷۶ در نیروی هوایی آمریکا آغاز کرد و پس از اتمام آموزش، فعالیت خود را به‌عنوان خلبان جنگنده اف-۱۶ ادامه داد. وی از ۱۹۹۹ تا ۲۰۰۱ فرمانده آکادمی نیروی هوایی ایالات متحده آمریکا بود و در فاصله سال‌های ۲۰۱۰ تا ۲۰۱۲ فرماندهی نیروهای هوایی ایالات متحده آمریکا در اروپا و آفریقا را برعهده داشت.